# Lene Marie Fossen
Lene Marie Fossen (18 d'agost de 1986 - 22 d'octubre de 2019) va ser una fotògrafa noruega. Va patir anorèxia nerviosa tota la vida i va convertir la seva malaltia en art als seus autoretrats.

## Vida i treball
Als deu anys, Lene Marie Fossen va començar a rebutjar menjar per no créixer mai. Va practicar la fotografia a una edat primerenca, segons el seu propi compte, als 15 anys. Es va centrar en persones amb primers plans en blanc i negre intens, nens, però també homes i dones velles amb rostres solcats. En particular, es van conèixer els autoretrats del seu cos, desfigurats per la malaltia. Des del 2011 va exposar a galeries. El fotògraf noruec Morten Krogvold se’n va adonar i la va convèncer perquè participés al "Festival de la llum nòrdica de la fotografia" 2017 a Kristiansund. Va muntar amb ella una exposició de 50 autoretrats.
Per a un retrat cinematogràfic, els directors Margreth Olin, Katja Høgset i Espen Wallin van acompanyar Fossen a l’illa grega de Quios i a Noruega. Van documentar la lluita constant de Fossen entre l’instint artístic de crear i l’omnipresent perill per a la vida i com va fer el seu avanç com a artista i fotògrafa en l'escena artística escandinava. Després d’un accident de trànsit a Grècia, va perdre la voluntat de viure. Va morir el 22 d'octubre de 2019, abans que s'estrenés la seva pel·lícula documental autobiogràfica Selvportrett, als 33 anys a causa d'una insuficiència cardíaca a conseqüència de la malnutrició prolongada. El documental sobre la seva experiència es va estrenar al Festival Internacional de Cinema Documental de Múnic el 2020 amb el títol The Self Portrait. Pòstumament, la Shoot Gallery d'Oslo va organitzar l'exposició individual The Gatekeeper.
"En els seus autoretrats, Lene Marie Fossen assumeix postures elegants i atemporals", va escriure la fotògrafa i periodista Ellen Lande a la revista noruega Ny Tid. Els colors, l'espai, la posada en escena recordaven les pintures de vells mestres. "El poder cru i extraordinari de les seves imatges la van convertir en un dels pocs genis fotogràfics internacionals actuals".

## Publicacions
- The Gatekeeper. Fotografies de Lene Marie Fossen. Editat per Ilgın Deniz Akseloglu i Ellen K. Willas, publicat en anglès. Amb deu il·lustracions en blanc i negre en color i 62. Kehrer Verlag, Heidelberg 2020, ISBN 978-3-86828-977-0 .
- Selvportrett (en anglès Self Portrait i en català Autoretrat) / Lene Marie o The True Face of Anorexia, documental de Margreth Olin, Espen Wallin, Katja Høgset. Noruega 2019, emès a ARTE (versió alemanya)[6] i també a TV3 (en versió catalana)[7] 72 min., I es posà a disposició del públic el 19 d'agost de 2020 al 17 de setembre de 2020. La versió noruega original, titulada Selvportrett, es va publicar el 17 de març i s'estrenà mundialment el gener 2020.[8]